# Cleora simplex
Cleora simplex là một loài bướm đêm trong họ Geometridae.